# Hipònides
Hipònides (en llatí Hipponoidas, en grec antic Ἱππονοίδας) fou un militar espartà oficial del rei Agis II i va combatre a la batalla de Mantinea contra els argius i els seus aliats l'any 418 aC.
Va ser acusat de covardia per no obeir les ordres d'Agis durant la batalla, i en conseqüència es va exiliar d'Esparta, segons diu Tucídides.